# 第11後方支援隊
第11後方支援隊（だいじゅういちこうほうしえんたい、JGSDF 11th Logistic Support Troop）は、真駒内駐屯地（北海道札幌市南区）に隊本部が駐屯する第11旅団隷下の後方支援部隊である。

## 概要
第11旅団隷下部隊の後方支援業務（補給、整備、回収、輸送等の業務）および衛生の支援を任務とするほか、災害派遣や民生協力、国際貢献活動も行っている。
1989年（平成元年）3月に新編された第11後方支援連隊を前身とする。2008年（平成20年）3月に第11師団の旅団への縮小改編のため師団全体の部隊がコンパクト化され支援する部隊の規模が小さくなったため後方支援連隊から後方支援隊へと縮小された。

## 沿革
- 2008年（平成20年）3月26日：第11師団の旅団化に伴い、第11後方支援連隊から縮小改編される。
- 2014年（平成26年）3月26日：第11戦車大隊の支援を担任する第2整備中隊戦車直接支援小隊が真駒内駐屯地から北恵庭駐屯地に移駐。
- 2019年（平成31年）3月26日：第1普通科直接支援小隊、戦車直接支援小隊（一部）、特科直接支援小隊（一部）、高射直接支援隊（一部）を統合し、即応機動直接支援中隊（第10即応機動連隊を支援）を滝川駐屯地に新編。

## 部隊編成
特記ない限りは真駒内駐屯地に所在する
- 第11後方支援隊本部
- 第11後方支援隊本部付隊「11後支-本」
- 第1整備中隊「11後支-１整」
  - 中隊本部
  - 車両整備工作回収小隊
  - 施設整備小隊：第11施設隊等を支援
  - 通信電子整備小隊：第11通信隊等を支援
  - 火器整備班
  - 化学整備班
  - 需品整備班
- 第2整備中隊「11後支-2整」
  - 中隊本部
  - 第2普通科直接支援小隊：第18普通科連隊を支援
  - 第3普通科直接支援小隊（函館駐屯地）：第28普通科連隊を支援
  - 特科直接支援小隊：第11特科隊を支援
  - 高射直接支援隊：第11高射特科隊を支援
  - 戦車直接支援小隊（北恵庭駐屯地）：第11戦車隊を支援
  - 偵察直接支援小隊：第11偵察隊を支援
- 即応機動直接支援中隊「11後支-即機」（滝川駐屯地）：第10即応機動連隊を支援
- 補給中隊「11後支-補」
  - 中隊本部班
  - 補給小隊
  - 業務小隊
- 輸送隊「11後支-輸」
  - 隊本部班
  - 第1輸送小隊
  - 第2輸送小隊
  - 真駒内自動車教習所
- 衛生隊「11後支-衛」
  - 隊本部班
  - 治療小隊
  - 救急車小隊

## 主要幹部
| 官職名           | 階級          | 氏名     | 補職発令日     | 前職                       |
| ---------------- | ------------- | -------- | -------------- | -------------------------- |
| 第11後方支援隊長 | 1等陸佐（三） | 小山哲生 | 2024年08月01日 | 陸上自衛隊武器学校総務部長 |

| 代 | 氏名       | 在職期間                        | 前職                                      | 後職                                                    |
| -- | ---------- | ------------------------------- | ----------------------------------------- | ------------------------------------------------------- |
| 01 | 末藤隆文   | 2008年03月26日 - 2010年07月31日 | 第11師団司令部第4部長                     | 陸上自衛隊研究本部研究員                                |
| 02 | 平木重臣   | 2010年08月01日 - 2012年07月31日 | 中央即応集団司令部後方補給部長            | 陸上自衛隊需品学校主任教官                              |
| 03 | 森田康弘   | 2012年08月01日 - 2014年07月31日 | 陸上自衛隊幹部学校学校教官                | 陸上自衛隊研究本部研究員                                |
| 04 | 紀平眞覧   | 2014年08月01日 - 2016年03月22日 | 陸上自衛隊研究本部研究員                  | 陸上自衛隊北海道補給処 安平弾薬支処長 兼 安平駐屯地司令 |
| 05 | 池ノ本八郎 | 2016年03月23日 - 2018年03月22日 | 陸上自衛隊関東補給処装備計画部 計画課長   | 西部方面後方支援隊副隊長                                |
| 06 | 高栁政文   | 2018年03月23日 - 2020年07月31日 | 陸上自衛隊補給統制本部需品部 補給計画課長 | 陸上自衛隊需品学校総務部長                              |
| 07 | 中嶋健仁   | 2020年08月01日 - 2022年11月30日 | 陸上幕僚監部装備計画部装備計画課          | 陸上自衛隊需品学校教育部長                              |
| 08 | 時岡秀和   | 2022年12月01日 - 2024年07月31日 | 陸上自衛隊武器学校第2教育部長             | 第11旅団司令部付 →2024年8月20日 退職                    |
| 09 | 小山哲生   | 2024年08月01日 -                | 陸上自衛隊武器学校総務部長                |                                                         |

## 主要装備
- 1/2tトラック / 73式小型トラック
- 1 1/2tトラック / 73式中型トラック
- 3 1/2tトラック / 73式大型トラック
- 7tトラック / 74式特大型トラック
- 重レッカ
- 中型セミトレーラ
- 重装輪回収車
- 3トン半水タンク車
- 3トン半燃料タンク車
- 3トン半航空用燃料タンク車
- 野外支援車
- 野外炊具
- 野外洗濯セット2型
- 野外入浴セット2型
- 浄水セット（車載型）
- 野外手術システム
- 1トン半救急車
- 89式5.56mm小銃
- 9mm拳銃
- 12.7mm重機関銃M2
- 91式携帯地対空誘導弾